# Cy'clic
Cy'clic (mot-valise, contraction de bicyclette et clic) est le système de location de vélos en libre-service disponible à Rouen de 2007 à 2023. Mis en place par la municipalité durant le mandat de Pierre Albertini pour favoriser la mobilité partagée, il est exploité par JCDecaux.
Le dispositif est ensuite remplacé par le réseau Lovélo.

## Historique
La mise en place d'un système de vélo en libre-service dans la ville de Rouen a été annoncée par l'équipe du maire Pierre Albertini un mois avant sa disponibilité.
L'inauguration du système Cy'clic a eu lieu le 22 décembre 2007 vers midi (soit six mois après les Vélib' de Paris). Avec 14 stations et 175 vélos, le service compte une cinquantaine de locations dans les deux heures suivantes.
Face aux quelque 500 locations quotidiennes, le système est ouvert 7j/7 et les heures de location possibles sont revues dès le début de l'année 2008 et les stations sont désormais ouvertes de 5 h à 1 h. De plus, à la suite de certains défauts, le système d'accrochage des vélos est réétudié et un nouveau système de guidage sonore est ajouté pour faciliter le fonctionnement.

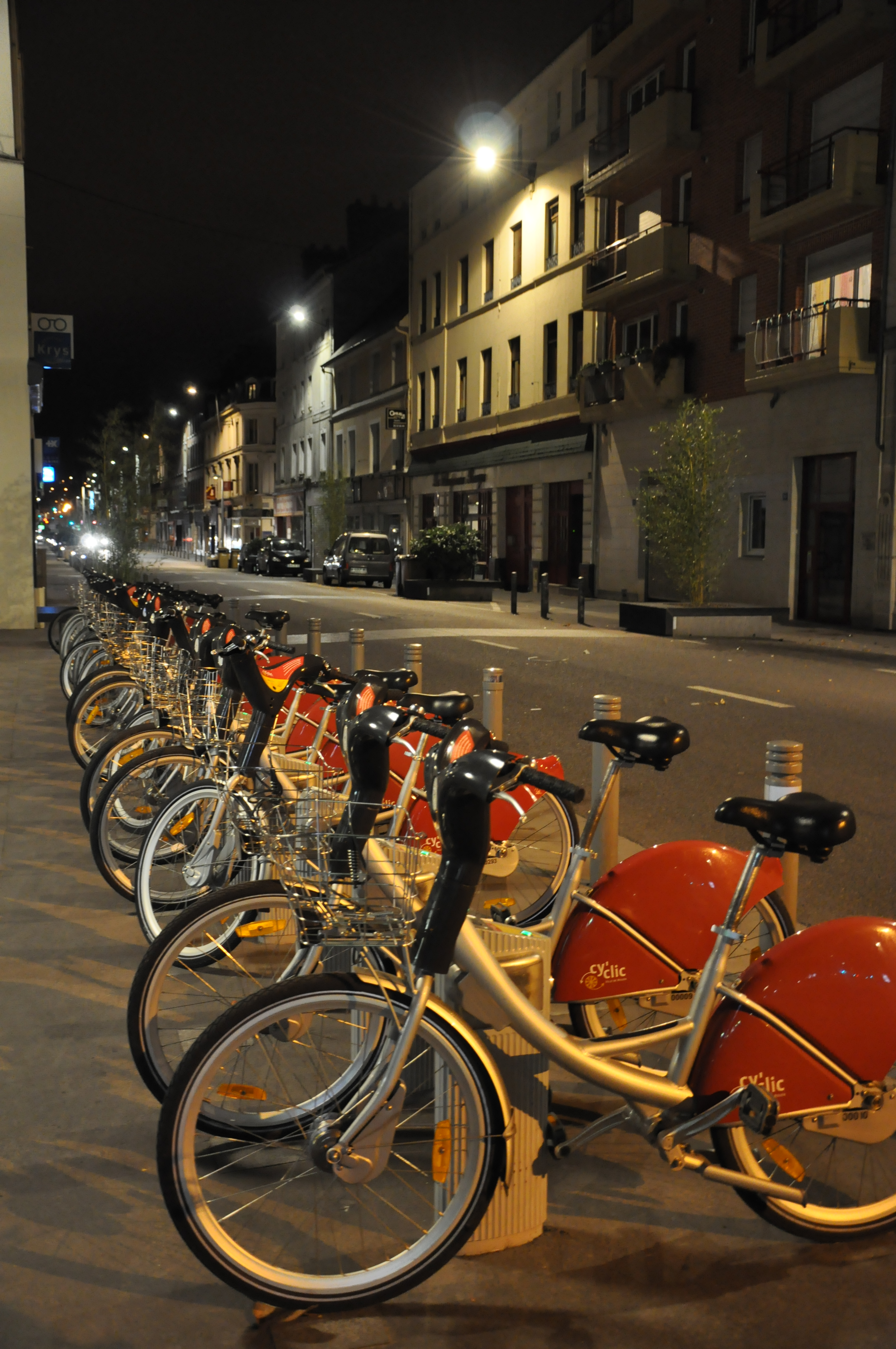
Station Saint-Sever.

Trois stations supplémentaires ont été mises en place au premier trimestre 2009 : dans le quartier Saint-Clément (en janvier), à la gare (en février) et à l'île Lacroix (en mars).
Trois stations ont été mises en service en septembre 2010 : Docks 76, Auberge de jeunesse et Jardin des plantes.
En septembre 2012, le réseau s'est agrandi avec une 21e station située sur la rive-gauche dans le quartier Grammont entre la bibliothèque Simone-de-Beauvoir et la clinique Mathilde.
À l'automne 2012, la DREAL de Haute-Normandie a signé un partenariat avec JCDecaux portant sur sept abonnements, considérant que : « ces vélos peuvent convenir à de nombreux déplacements professionnels sur Rouen »,.
L'incendie du pont Mathilde (le 29 octobre 2012) a, par voie de conséquence, augmenté le nombre d'utilisateurs du service et de nouvelles stations sont prévues pour 2013 dont une pourrait se trouver à proximité de la cathédrale.
En 2013, le service a connu un pic d'utilisation durant l'Armada ainsi qu'une hausse du vandalisme pendant l'été.
En mars 2015, une nouvelle station a été mise en place près de la cathédrale. Le nombre d'abonnés s'élève alors à 1200.
Durant l'été 2017, deux stations supplémentaires ont été implantées sur les quais bas de la rive gauche de la Seine.
En 2019 durant l'Armada, est ouverte la plus grande station du réseau avec 40 points d'attaches.
Au printemps 2020 sont mises en service les nouvelles stations no 27 : Parking Relais du Mont-Riboudet – Avenue du Mont-Riboudet et no 28 : Boulingrin – Place du Boulingrin.

## Dispositif

### Vélos
Cy'clic met en service 250 vélos mixtes de couleur gris aux garde-boue rouges. La selle est réglable et un panier se trouve à l'avant, intégrant un antivol.
Les vélos possèdent également trois vitesses simples et rapides à changer pour éviter tout risque de déraillement. Ils sont solides, capables de résister à de nombreuses utilisations quotidiennes et des agents de maintenance contrôlent chaque jour l’état des vélos. Des bandes réfléchissantes ont été installées sur les pédales et les rayons des roues. L’éclairage du vélo reste également allumé 3 minutes après l’arrêt du vélo le jour et la nuit. Il possède un guidon large et des freins intégrés dans le moyeu des roues pour rouler par tous les temps.
De nombreux utilisateurs retournent les selles des vélos hors d’usage pour permettre à l'équipe de maintenance de les identifier rapidement - cette pratique est recommandée par l'exploitant.

### Stations

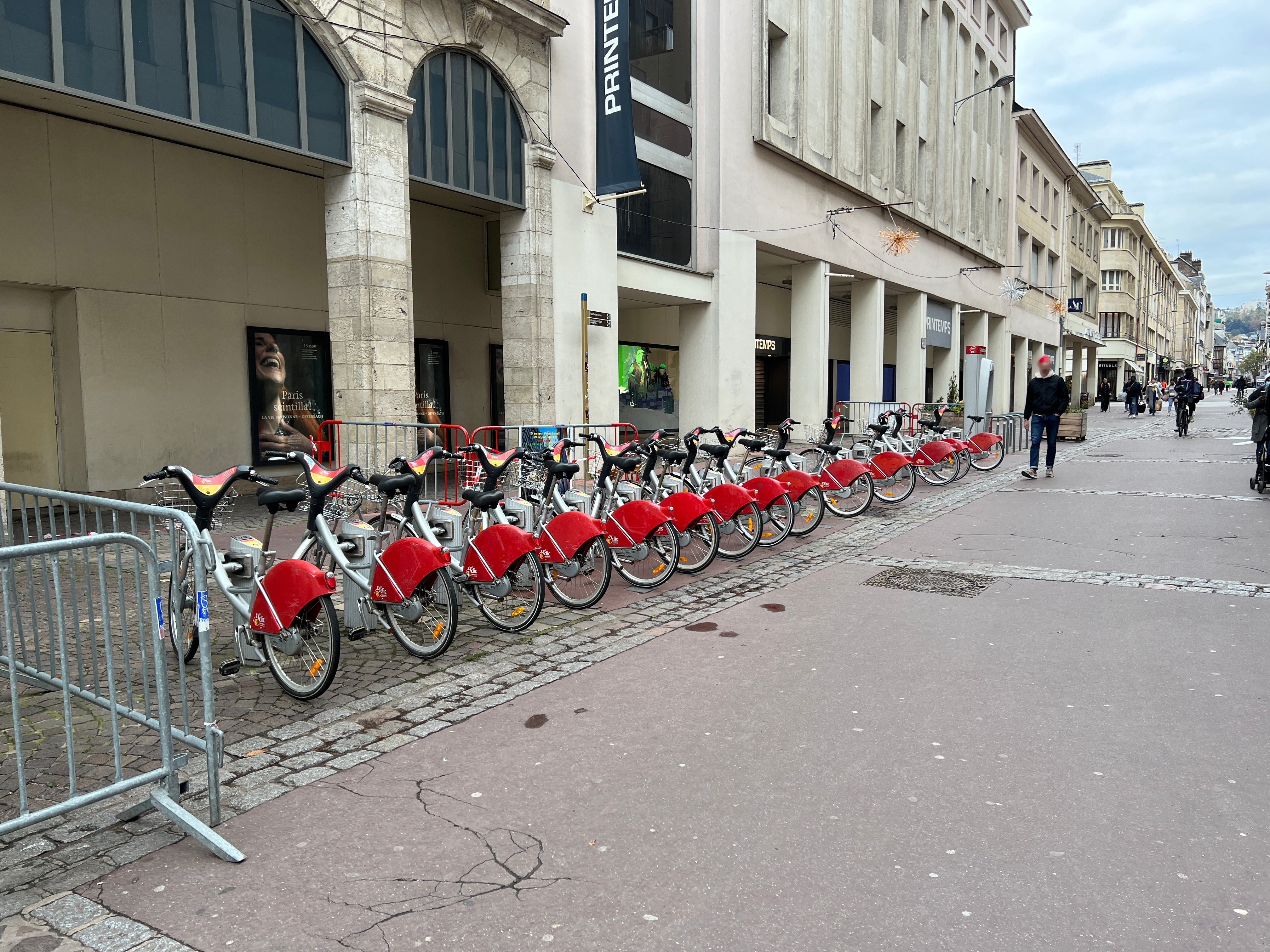
Station Cathédrale.

Le réseau Cy'clic compte à l'heure actuelle 28 stations réparties sur les deux rives de la Seine :
- Rive droite
  - no 1 : Théâtre des Arts – Rue Jeanne-d'Arc
  - no 2 : Pasteur – Fac de Droit – Avenue Pasteur
  - no 3 : Vieux-Marché (Angle rue de l'Ancienne-Prison)
  - no 4 : Musée des Beaux-Arts – Allée Eugène-Delacroix
  - no 5 : Hôtel de Ville – Rue de l'Hôpital
  - no 6 : CHU – Germont (Quartier Croix de Pierre) – Rue Édouard-Adam
  - no 7 : CHU – Gambetta – Rue d'Amiens (Angle Boulevard Gambetta)
  - no 8 : Saint-Marc – Rue Armand-Carrel
  - no 9 : République – Rue de la République (Angle quai de Paris)
  - no 15 : Gare – Rue Jeanne-d'Arc (Angle rue de la Rochefoucauld)
  - no 20 : Auberge de jeunesse – Route de Darnétal (Angle rue des Ursulines)
  - no 18 : Les Docks – Quartier Luciline – Boulevard Ferdinand-de-Lesseps
  - no 22 : Cathédrale – Rue des Carmes (Angle rue du Gros-Horloge)
  - no 26 : Centre sportif Antoine-de-Saint-Exupéry
  - no 27 : Parking Relais du Mont-Riboudet – Avenue du Mont-Riboudet
  - no 28 : Boulingrin – Place du Boulingrin
- Rive gauche et Île Lacroix
  - no 16 : Île Lacroix – Centre sportif – Avenue Jacques-Chastellain
  - no 10 : Carnot – Cours Clemenceau (Angle place Carnot)
  - no 11 : Joffre – Cours Clemenceau (Angle rue François-Arago)
  - no 12 : Place des Cotonniers (devant le Centre Saint-Sever)
  - no 13 : Saint-Sever – Rue Lafayette
  - no 14 : Balzac  Boulevard de l'Europe (Angle rue de Sotteville)
  - no 17 : Saint-Clément – Rue Lécuyer
  - no 19 : Jardin des plantes – Avenue des Martyrs-de-la-Résistance
  - no 21 : Simone de Beauvoir (bibliothèque) – Rue de Lessard (Angle avenue de Grammont)
  - no 23 : Hangar 106 – Quai Jean-de-Béthencourt
  - no 24 : Hangar 108 – Allée Jean de Béthencourt
  - no 29 : Quai Cavelier de la Salle (Angle avenue Jean-Rondeaux)

La station no 25 est mobile et son emplacement change en fonction des événements.

### Mode d'emploi

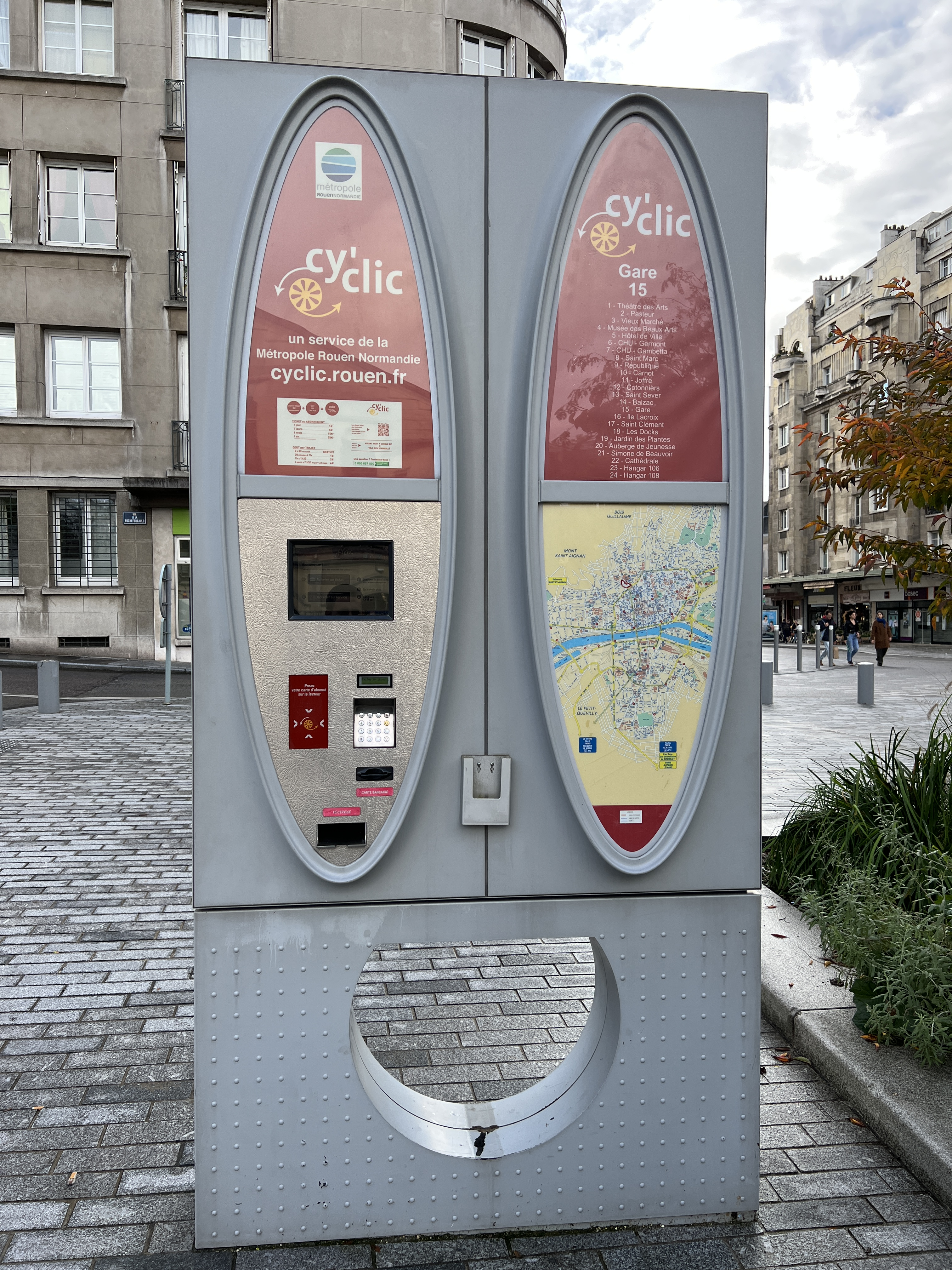
Borne Cy'clic de la station Gare.

Le système de location Cy’clic fonctionne grâce au réseau de stations sur lesquelles sont implantées des bornes. Un antivol est fourni pour les arrêts de courte durée. Lors du dépôt du vélo, un voyant vert et un signal sonore confirment que le vélo est bien verrouillé. Pour de longs arrêts, il est conseillé de ramener le vélo sur un point d’accroche pour plus de sécurité.
À chaque station, l'usager peut :
- louer un vélo ;
- acheter un ticket à la semaine ;
- obtenir des informations sur le service et connaître le mode d’emploi ;
- consulter sur un plan les stations à proximité ;
- s'informer sur les vélos disponibles dans les stations voisines ;
- recharger son compte avec une carte bancaire.

## Modalités de location

### Cartes longue durée
Tout abonnement s'accompagne d'une caution de 150 € encaissé uniquement en cas de non-respect des conditions d'utilisation du système.
Pour s'abonner au système, il faut s'inscrire depuis le site web du service ou remplir un formulaire et l'envoyer au siège de JCDecaux Rouen, la carte d'abonnement est expédiée dans un délai d'environ 15 jours.
- La Carte longue durée 1 an s'acquiert pour la somme de 25 €.
- La Carte longue durée 6 mois s'acquiert pour la somme de 15 €.

### Cartes courte durée
Pour 1 € ou 5 €, le service est utilisable autant de fois que voulu pendant une journée ou 7 jours. Il suffit de payer par carte bancaire à une station (paiement accompagné de la caution de 150 € encaissé uniquement en cas de non-respect des conditions d'utilisation), un ticket avec un numéro d'identifiant est fourni, il est nécessaire de taper ce numéro avant chaque utilisation d'un vélo.

### Tarifs
La première demi-heure d'utilisation est gratuite.
- Première demi-heure supplémentaire : 1 €
- Deuxième demi-heure supplémentaire : 2 €
- À partir de la troisième demi-heure supplémentaire : 4 € par demi-heure supplémentaire